# دركة نورمراد (مقاطعة دلفان)
دركة نورمراد (بالفارسية: درکه نورمراد) هي قرية تقع في قسم كاكاوند الغربي الريفي (مقاطعة دلفان) في إيران.